# Anika Jašková
Anika Jašková (* 17. April 2003) ist eine slowakische Tennisspielerin.

## Karriere
Jašková spielt überwiegend auf Turnieren der ITF Women’s World Tennis Tour, bei denen sie bislang zwei Titel im Doppel gewonnen hat.
2017 nahm sie an den Les Petits As teil.
2022 stand sie Ende Oktober im Einzelfinale des ITF-Turniers in Antalya, das sie mit 2:6, 6:4 und 3:6 gegen Tamara Čurović verlor. Bei den mit 60.000 US-Dollar dotierten J&T Banka Slovak Open gelangte sie mit einem 4:6, 6:3 und 7:65 Erstrundensieg über Freya Christie ins Achtelfinale, wo sie gegen Amarissa Tóth mit 3:6 und 1:6 verlor.

## Turniersiege

### Doppel
| Nr. | Datum             | Turnier | Kategorie | Belag | Partnerin    | Finalgegnerinnen                        | Ergebnis         |
| --- | ----------------- | ------- | --------- | ----- | ------------ | --------------------------------------- | ---------------- |
| 1.  | 20. Mai 2023      | Antalya | ITF W15   | Sand  | Nina Vargová | Doğa Türkmen Amelie Van Impe            | 6:2, 6:1         |
| 2.  | 18. November 2023 | Antalya | ITF W15   | Sand  | Irina Balus  | Alexandra Pospelowa Lidija Rasskowskaja | 3:6, 6:2, [10:8] |

## Persönliches
Anika ist die Schwester von Adriana, die College-Tennis-Spielerin war und ihren Brüdern Tomas and Niki und ist die Tochter von Iveta und Jan Jašková.